# Sungazing

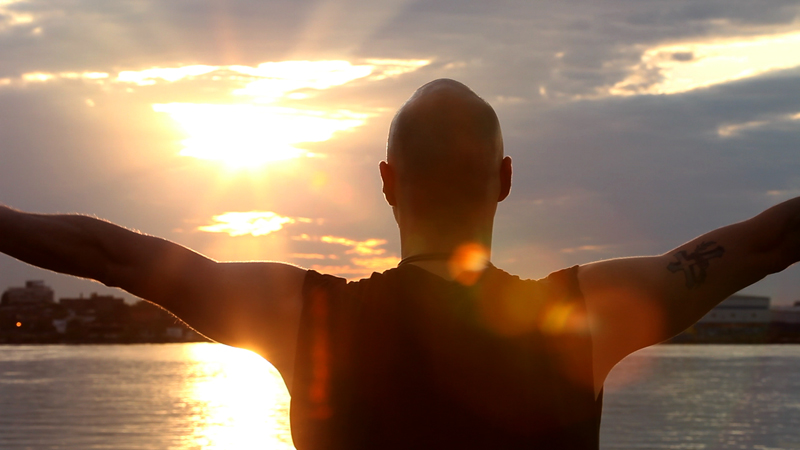
Un homme pratiquant le sungazing au lever du soleil.

Le sungazing (fixer le soleil, en anglais) est une pratique qui consiste à fixer le soleil (au lever et au coucher du soleil, au moment où l'intensité lumineuse est moindre) dans un but spirituel ou pour se « nourrir de lumière » selon certaines croyances liées aux pratiques énergétiques et diffusée depuis 1992 par l'hindou Hira Ratan Manek. La pratique trouverait selon ses promoteurs son origine dans une des ramifications de l'ancienne médecine ayurvédique indienne.

## Risques
Il est reconnu par la médecine que le fait de fixer le soleil peut causer des dommages importants aux yeux, en particulier la rétinopathie solaire aiguë et les lésions causées par les ophtalmies. C'est pourquoi l'Observatoire de Paris recommande d'utiliser des hélioscopes ou télescopes réfracteurs équipés de filtres ne laissant passer que 0.01% de l'intensité lumineuse pour l'observation d'éclipse solaires et de ne jamais fixer le soleil directement.

## Historique
Les adeptes de cette pratique prétendent qu'il serait possible de stocker physiologiquement de l'énergie (en convertissant l'énergie solaire en nutriment) et de diminuer sa consommation de nourriture ainsi que de guérir toutes sortes de maladies. 
La méthode Bates (de William Horatio Bates), au début du XXe siècle, préconisait déjà cette pratique, qui y était nommée Sunning. Son promoteur reconnaissait que regarder le soleil directement pouvait causer des dommages, mais affirmait que ceux-ci seraient temporaires. Pourtant, à la fin de sa vie, Bates déclara qu'il valait mieux regarder le soleil les paupières fermées.
Le phosphénisme du docteur Francis Lefebure (1916-1988) avait également pour objectif de convertir la lumière du soleil en « énergie mentale ».
Le  sungazing est souvent associé au concept de nourritures praniques par lequel les pratiquants prétendent pouvoir se nourrir directement d'énergie.
Un documentaire intitulé Lumière est sorti en 2010 au sujet des personnes prétendant se nourrir exclusivement de lumière. La MIVILUDES, dès l'annonce de sa diffusion, a publié un communiqué mettant en garde contre le respirianisme.
Aujourd'hui, le sungazing est parfois recommandé par certains gourous, pseudo-thérapeutes comme Thierry Casasnovas.